# Saint Peter's College (Auckland)
Saint Peter's College (Te Kura Teitei o Hāto Petera) és una escola d'educació secundària catòlica a Auckland, Nova Zelanda. Ofereixen ensenyament a joves d'11 a 18 anys. És una de les escoles catòliques més grans de Nova Zelanda. St Peter's College fou creada en 1939 com a successora de l'escola més antiga d'Auckland (1841) i de St Peter's School, fundada en 1857.

## Directors
- Brother F. P. O'Driscoll (1939 – 1944)
- Brother J. A. Morris (1945 – 1947)
- Brother W. R. Smith (1948 – 1953)
- Brother K. V. Watson (1954 – 1956)
- Brother P. C. Ryan (1957 – 1965)
- Brother B. E. Ryan (1966 – 1974)
- Brother N. C. Doherty (1975 – 1979)
- Brother J. P. Prendergast (1980 – 1988)
- Mr Kieran F. Fouhy (1989 – 2015)
- Mr James Bentley (2016 – present)[3]